# South Haven (Michigan)
South Haven is een plaats (city) in de Amerikaanse staat Michigan, en valt bestuurlijk gezien onder Allegan County en Van Buren County.

## Demografie
Bij de volkstelling in 2000 werd het aantal inwoners vastgesteld op 5021.
In 2006 is het aantal inwoners door het United States Census Bureau geschat op 5160, een stijging van 139 (2.8%).

## Geografie
Volgens het United States Census Bureau beslaat de plaats een oppervlakte van
9,1 km², waarvan 9,0 km² land en 0,1 km² water. South Haven ligt op ongeveer 202 m boven zeeniveau.

## Plaatsen in de nabije omgeving
De onderstaande figuur toont nabijgelegen plaatsen in een straal van 24 km rond South Haven.

## Geboren
- D'arcy Wretzky (1968), basgitariste